# Elena Anaya
Elena Anaya, född 17 juli 1975 i Palencia (provinsen Palencia i Kastilien och León), är en spansk skådespelare.
Anaya är kanske främst känd för sin gestaltning av den kvinnliga huvudrollen Vera Cruz i Pedro Almodovars film The Skin I Live In (2011). För rollen tilldelades hon en Goya i kategorin Bästa kvinnliga skådespelare. Anaya har tidigare varit nominerad till priset två gånger, 2002 för sin roll i Sex & Lucia och 2011 för sin roll i Room in Rome. Hon har även spelat i internationella filmer som Van Helsing (2004).

## Filmografi i urval
- 2001 – Sex & Lucia
- 2001 – Från himlen intet nytt
- 2002 – Tala med henne
- 2004 – Van Helsing
- 2004 – Dead Fish
- 2005 – Från andra sidan
- 2006 – Captain Alatriste
- 2007 – In the Land of Women
- 2007 – Utan nåd
- 2008 – Public Enemy No. 1 - Part 1
- 2009 – Hierro
- 2010 – Room in Rome
- 2010 – Point Blank
- 2011 – The Skin I Live In
- 2017 – Wonder Woman